# Polystichum rapense
Polystichum rapense är en träjonväxtart som beskrevs av E. Brown. Polystichum rapense ingår i släktet Polystichum och familjen Dryopteridaceae. Inga underarter finns listade.